# ثيلما تود
ثيلما تود (بالإنجليزية: Thelma Todd)‏ هي ممثلة أمريكية، ولدت في 29 يوليو 1906 في الولايات المتحدة، وتوفيت بنفس المكان في 16 ديسمبر 1935.

## أعمال

### أفلام
- (1936) الفتاة البوهيمية

## وصلات خارجية
- ثيلما تود على موقع IMDb (الإنجليزية)
- ثيلما تود على موقع ألو سيني (الفرنسية)
- ثيلما تود على موقع تيرنر كلاسيك موفيز (الإنجليزية)
- ثيلما تود على موقع أول موفي (الإنجليزية)
- ثيلما تود على موقع قاعدة بيانات الأفلام السويدية (السويدية)
- ثيلما تود على موقع إن إن دي بي (الإنجليزية)
- ثيلما تود على موقع قاعدة بيانات الفيلم (الإنجليزية)
- ثيلما تود على موقع كينوبويسك (الروسية)